# Nausithoos
Nausithoos (latinsky Nausithous) je v řecké mytologii prvním králem Fajáků.
Fajákové byli nazýváni „blaženým národem“, jejich první král Nausithoos je vyvedl z Hypereie, kde byli ohrožování Kyklopy. Usadili se na ostrově Scheria, který se nyní jmenuje Korfu.
Nausithoos byl synem vládce moří Poseidóna a jeho milenky Periboie. Měl dva syny: Rhexénora, který zemřel nebo byl zabit. Nástupcem na královském trůnu se stal starší syn Alkinoos, který se oženil s Arété a zplodili spolu dceru jménem Nausikaá. Ta pečovala o ithackého krále Odyssea, který se po mnoha strastech na moři zachránil u břehů ostrova Fajáků. Nausikaá se stala manželkou Odysseova syna Télemacha.